# Herrlisheim
Herrlisheim es una localidad y  comuna francesa.

## Localización
Está situada en el departamento de Bajo Rin, en la región de Alsacia. 

## Población
Tiene una población de 4.198 habitantes (según censo de 1999) y una densidad de 292 h/km².

## Demografía
| 2461                       | 3108 | 3780 | 3941 | 3877 | 4198 |
| (Fuente: [cita requerida]) |      |      |      |      |      |